# Oprah Winfrey Network
Oprah Winfrey Network (OWN) es un canal de televisión por suscripción estadounidense de propiedad conjunta de Warner Bros. Discovery y Harpo Studios que se lanzó el 1 de enero de 2011, reemplazando a Discovery Health Channel.
La cadena está dirigida por la presentadora de programas de entrevistas y homónima Oprah Winfrey y presenta en gran medida, la programación de entretenimiento y estilo de vida dirigida a audiencias afroamericanas, y reposiciones de la programación sobre programa de entrevistas de la biblioteca de Harpo Studios (incluida la antigua serie homónima de Oprah). Inicialmente, una empresa conjunta 50/50, Discovery adquirió una participación mayor en la red en 2017. Harpo sigue siendo un accionista minoritario "significativo" y Winfrey tiene un contrato con el canal hasta al menos 2025.

## Historia
En noviembre de 2008, Zaslav declaró que Winfrey había planeado no renovar su contrato con CBS para The Oprah Winfrey Show más allá de la temporada 2010-11, y que el programa podría pasar a OWN de alguna forma después del final de la carrera sindicada. Harpo Productions negó el informe, afirmando que Winfrey "no ha tomado una decisión final sobre si continuará su programa en distribución más allá de 2011". El desarrollo de OWN se vio afectado por conflictos internos, así como por el compromiso continuo de Winfrey con su programa de entrevistas. Su lanzamiento se retrasó desde su objetivo originalmente anunciado de 2009 a una fecha no especificada. Zaslav presionó a Oprah para que trasladara su programa de entrevistas al canal, creyendo que podría impulsar su negocio.
En noviembre de 2009, Lisa Erspamer, una ejecutiva de Harpo que había sido coproductora ejecutiva de The Oprah Winfrey Show desde 2006, fue nombrada directora creativa de OWN. Debido a su historial de trabajo con Winfrey, se consideró que el nombramiento de Erspamer había estabilizado el desarrollo de OWN: la directora ejecutiva de la red, Christina Norman, describió la llegada de Erspamer como una "inyección del ADN de Oprah" en el próximo canal. Más tarde, el 20 de noviembre, Winfrey anunció oficialmente que The Oprah Winfrey Show concluiría en 2011, después de su 25ª y última temporada. Con el final de su programa de entrevistas, se revisaron los compromisos de Winfrey con Discovery; el compromiso de Winfrey de presentar un programa de entrevistas en OWN y aparecer en al menos 35 horas de programación por año, fue reemplazado por un compromiso de aparecer en al menos 70 horas de programación por año, incluido el próximo capítulo de Oprah, una entrevista en horario estelar en la serie organizada por Winfrey.
El lanzamiento oficial de OWN se fijó para el 1 de enero de 2011, para que ocurriera mientras el programa de entrevistas de Oprah todavía estaba al aire. Los planes ahora requerían al menos 600 horas de programación original en 2011, así como programación adquirida y de biblioteca (incluidas las reposiciones de The Oprah Winfrey Show más adelante en el año y Dr. Phil); aunque Winfrey hizo apariciones en algunos de los programas transmitidos en el lanzamiento (como la Clase Magistral de Oprah), se esperaba que su participación aumentara después del final de The Oprah Winfrey Show. Después del lanzamiento de OWN, la programación de Discovery Health Channel se fusionó en otro canal propiedad de Discovery, Fit tv, que pasó a llamarse Discovery Fit & Health un mes después, el 1 de febrero de 2011. Posteriormente, se le cambió el nombre de nuevo a Discovery Life en 2015.